# (18092) Reinhold
(18092) Reinhold es un asteroide perteneciente al cinturón de asteroides, descubierto el 28 de mayo de 2000 por el equipo del Lincoln Near-Earth Asteroid Research desde el Laboratorio Lincoln, Socorro, Nuevo México.

## Designación y nombre
Designado provisionalmente como 2000 KR29. Fue nombrado por Kimberly Elise Reinhold (n. 1987) quien obtuvo el segundo lugar en la Feria Internacional de Ciencias e Ingeniería de Intel de 2003 por su proyecto de informática. Asiste a la escuela secundaria Saint Joseph Junior-Senior High School, Hilo, Hawái, EUA.

## Características orbitales
Reinhold está situado a una distancia media del Sol de 2,839 ua, pudiendo alejarse hasta 3,086 ua y acercarse hasta 2,592 ua. Su excentricidad es 0,087 y la inclinación orbital 0,999 grados. Emplea 1747,22 días en completar una órbita alrededor del Sol.
Pertenece a la familia de asteroides de (158) Koronis.

## Características físicas
La magnitud absoluta de Reinhold es 14,01. Tiene 6,080 km de diámetro y su albedo se estima en 0,109.